# Barbarano Mossano
Barbarano Mossano er en italiensk by (og kommune) i regionen Veneto i Italien, med omkring 6.161(2023) indbyggere. 